# 마셜 제도 의회
마셜 제도 의회(마셜어: Nitijeļā)는 마셜 제도의 입법부로, 각 선거구에서 4년 임기로 선출되는 33명의 의원들로 구성되어있다. 마지막 선거는 2023년 11월 20일이었다. 마셜 제도 의회는 공식적으로 무당파 민주주의를 표명하지만, 사실 4개의 정당인 아엘론 케인 아드, 키엔 에오 암, 연합민주당, 통일인민당으로 구성되어있다.

## 역사
양원제 의회는 1950년 7월 설립되었다. 양원은 이로이 하원과 입법 하원으로 구성되어 있었다.
의회는 1958년에 단원제로 바뀌었다. 의원들은 4년 임기로 선출되도록 하였다.
현재 형태의 의회는 1979년, 마셜 제도 헌법에 따라 설립되었다.

## 역대 의장
의장의 연봉은 약 35,000 미국 달러로 밝혀졌다.
| 이름              | 재임 기간                         | 비고  |
| ----------------- | --------------------------------- | ----- |
| 아틀란 아니엔     | 1979년 ~ 1988년                   | [ 3 ] |
| 케사이 노트       | 1988년 ~ 1999년                   | [ 3 ] |
| 리토크와 토메잉   | 2000년 1월 10일 ~ 2007년          | [ 3 ] |
| 주렐랑 제드카이아 | 2008년 1월 7일 ~ 2009년 10월 26일 | [ 3 ] |
| 앨빈 잭릭         | 2009년 11월 2 ~ 2012년 1월 7일    | [ 3 ] |
| 도널드 카펠레     | 2012년 1월 7일 ~ 2016년 1월 4일   | [ 3 ] |
| 케네스 케디       | 2016년 1월 4일 ~ 2024년 1월 3일   | [ 3 ] |
| 브랜슨 와세       | 2024년 1월 3일 ~ 현재             | [ 3 ] |

## 의원
AKA는 아엘론 케인 아드, UPP는 연합민주당, KEA는 키엔 에오 암, UDP는 통일인민당을 뜻한다.
| 선거구                | 이름                     | 정당   |
| --------------------- | ------------------------ | ------ |
| 아일링글라플라프 환초 | 알프레드 알프레드 주니어 | KEA    |
| 아일링글라플라프 환초 | 크리스토퍼 로이크        | AKA    |
| 아일루크 환초         | 메이너드 알프레드        | KEA    |
| 아르노 환초           | 제이와릭 안톤            | KEA    |
| 아르노 환초           | 마이크 핼퍼티            | 무소속 |
| 아우르 환초           | 힐다 하이네              | 무소속 |
| 에본 환초             | 존 실크                  | KEA    |
| 에네웨타크 환초       | 잭 아딩                  | AKA    |
| 자바트섬              | 케사이 노트              | UDP    |
| 잴루잇 환초           | 데이지 알릭 모모타로     | 무소속 |
| 잴루잇 환초           | 캐스트 네므라            | 무소속 |
| 킬리섬                | 엘든 노트                | UDP    |
| 콰잘레인 환초         | 앨빈 잭릭                | KEA    |
| 콰잘레인 환초         | 마이클 카부아            | AKA    |
| 콰잘레인 환초         | 데이비드 폴              | KEA    |
| 라에 환초             | 토마스 하이네            | AKA    |
| 리브섬                | 조 베장                  | AKA    |
| 리키에프 환초         | 린더 린더 주니어         | AKA    |
| 마주로 환초           | 칼라니 카네코            | KEA    |
| 마주로 환초           | 데이비드 크레이머        | KEA    |
| 마주로 환초           | 토니 뮬러                | KEA    |
| 마주로 환초           | 셔우드 티본              | KEA    |
| 마주로 환초           | 브랜슨 와세              | KEA    |
| 말로엘라프 환초       | 브루스 빌리몬            | AKA    |
| 메지트섬              | 데니스 모모타로          | UPP    |
| 밀리 환초             | 윌버 하이네              | AKA    |
| 나모리크 환초         | 위슬리 자크라스          | UDP    |
| 나무 환초             | 토니 아이세이아          | AKA    |
| 롱겔라프 환초         | 케네스 케디              | KEA    |
| 우자에 환초           | 아트비 리클론            | AKA    |
| 우티리크 환초         | 아멘타 매튜              | KEA    |
| 워토 환초             | 데이비드 카부아          | AKA    |
| 웟제 환초             | 리토크와 토메잉          | UPP    |

## 같이 보기
- 마셜 제도의 대통령